# For the Moment
Singles de Every Little Thing
Dear My Friend
(1997) Deatta Koro no Yō ni
(1997)
For the Moment (titré For the moment) est le quatrième single d'Every Little Thing.

## Genèse
Le single, écrit, composé et produit par Mitsuru Igarashi, sort le 4 juin 1997 au Japon sur le label Avex Trax, au format mini-CD single de 8 cm de diamètre (alors la norme pour les singles dans ce pays), quatre mois après le précédent single du groupe, Dear My Friend. C'est son premier single à atteindre la 1re place du classement des ventes de l'Oricon, et il reste classé pendant 19 semaines. Il demeure son troisième single le plus vendu, derrière Time Goes By et Fragile / Jirenma qui sortiront plus tard.
Le single ne contient qu'une chanson, dans trois versions différentes : sa version originale, sa version instrumentale, et une version remixée.
La chanson-titre est utilisée comme thème musical pour une publicité et comme générique de fin pour l'émission télévisée Countdown TV. Elle figurera sur le deuxième album du groupe, Time to Destination qui sortira dix mois plus tard, puis sur sa première compilation Every Best Single +3 de 1999. Elle sera à nouveau remixée sur les albums de remix The Remixes II de 1998, Euro Every Little Thing de 2001, et ELT Trance de 2002. Une version acoustique figurera sur la compilation Every Best Single 2 de 2003.

## Liste des titres
La chanson originale est écrite, composée et arrangée par Mitsuru Igarashi.
| CD    | CD                                                 | CD    | CD | CD | CD | CD | CD | CD | CD |
| No    | Titre                                              | Durée |    |    |    |    |    |    |    |
| ----- | -------------------------------------------------- | ----- | -- | -- | -- | -- | -- | -- | -- |
| 1.    | For the Moment (For the moment)                    | 4:34  |    |    |    |    |    |    |    |
| 2.    | For the Moment (Remix 7.00) (For the moment ...)   | 7:03  |    |    |    |    |    |    |    |
| 3.    | For the Moment (Instrumental) (For the moment ...) | 4:31  |    |    |    |    |    |    |    |
| 16:08 |                                                    |       |    |    |    |    |    |    |    |